# Phetchaburi (Provinz)
Phetchaburi (Thai: เพชรบุรี, ausgesprochen: [pʰétt͡ɕʰáʔbùʔriː], umgangssprachlich [pʰétbùʔriː], übersetzt: „Diamantenstadt“) ist eine Provinz (Changwat) im südlichen Teil Zentralthailands. Die Hauptstadt der Provinz Phetchaburi heißt ebenfalls Phetchaburi.

## Geographie

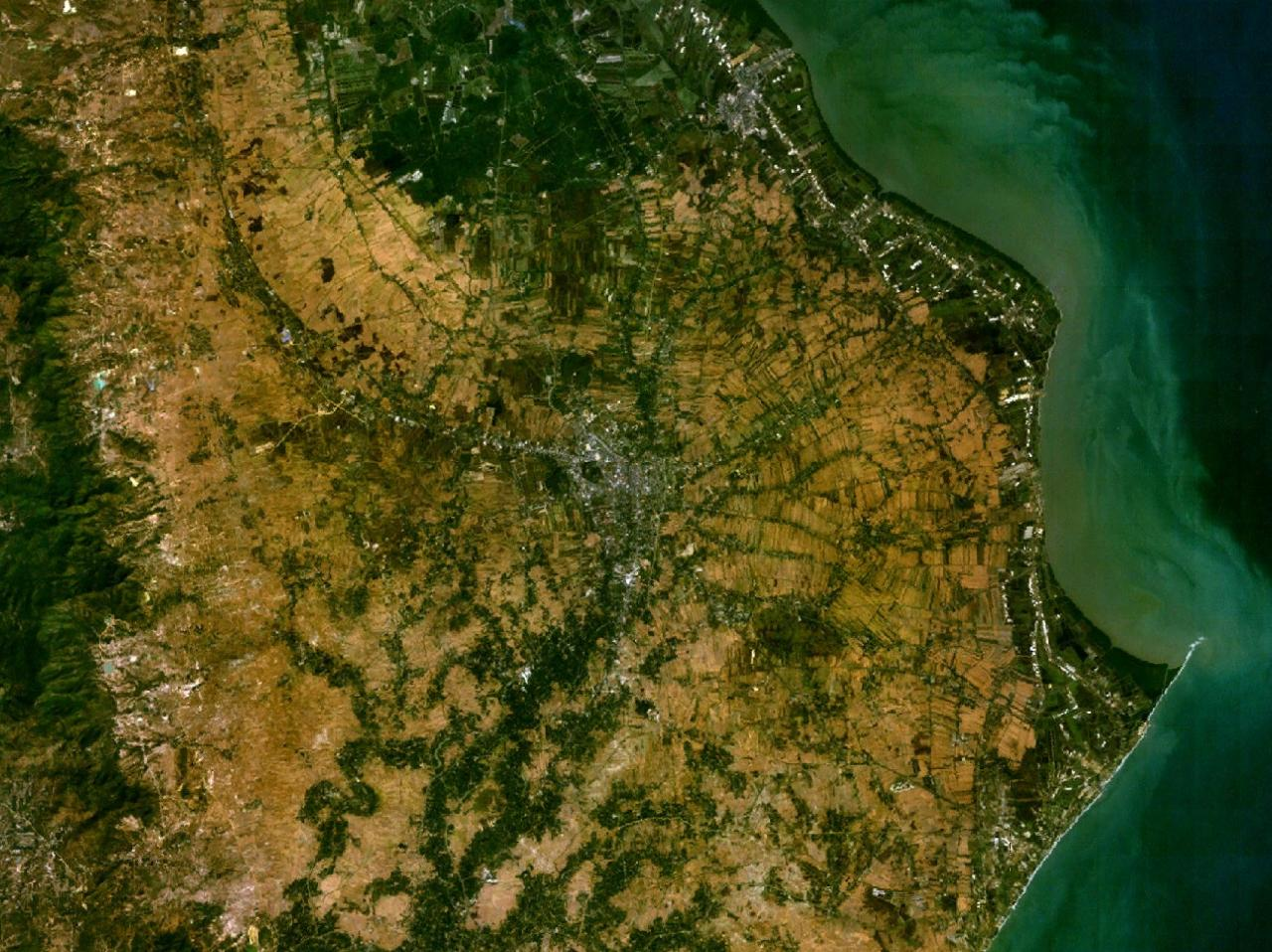
Satellitenbild

Die Provinz liegt am nördlichen Ende der Malaiischen Halbinsel und etwa 170 Kilometer südwestlich der Hauptstadt Bangkok. Landschaftlich ist das Territorium recht unterschiedlich gegliedert: im Osten liegt die Küste des Golfes von Thailand, zum Westen hin steigt es hinauf in das Tenasserim-Gebirge, das die natürliche Grenze zu Myanmar (Birma) bildet.
In diesem Gebiet liegt der 3000 km² große Nationalpark Kaeng Krachan. Er nimmt etwa die Hälfte der Provinz ein und ist Thailands flächengrößter Park. Er ist hauptsächlich mit Regenwald in den Bergen entlang der Grenze zu Myanmar bedeckt, außerdem liegt hier die Kaeng Krachan-Talsperre. In der Provinz gibt es zahlreiche Höhlen. Die eindrucksvollste heißt „Khao Luang“ und befindet sich nahe der Provinzhauptstadt. Durch ein Loch in der Höhlendecke werden die dort ausgestellten Buddha-Statuen in beeindruckender Weise beleuchtet.
Der Rest der Provinz ist flaches Land, auf dem Reis und Früchte angebaut werden.
| Angrenzende Provinzen und Gebiete: | Angrenzende Provinzen und Gebiete: |
| ---------------------------------- | ---------------------------------- |
| Norden                             | Ratchaburi und Samut Songkhram     |
| Osten                              | Küste zum Golf von Thailand        |
| Süden                              | Prachuap Khiri Khan                |
| Westen                             | Landesgrenze zu Myanmar            |

### Wichtige Städte
- Phetchaburi
- Cha-am

### Klima
Das Klima ist tropisch-monsunal. Im Jahr 2009 lag die Höchsttemperatur bei 37,2 °C, die tiefste Temperatur war 19,0 °C. An 99 Tagen gab es im gleichen Zeitraum Niederschläge von insgesamt 871,3 mm.

## Wirtschaft

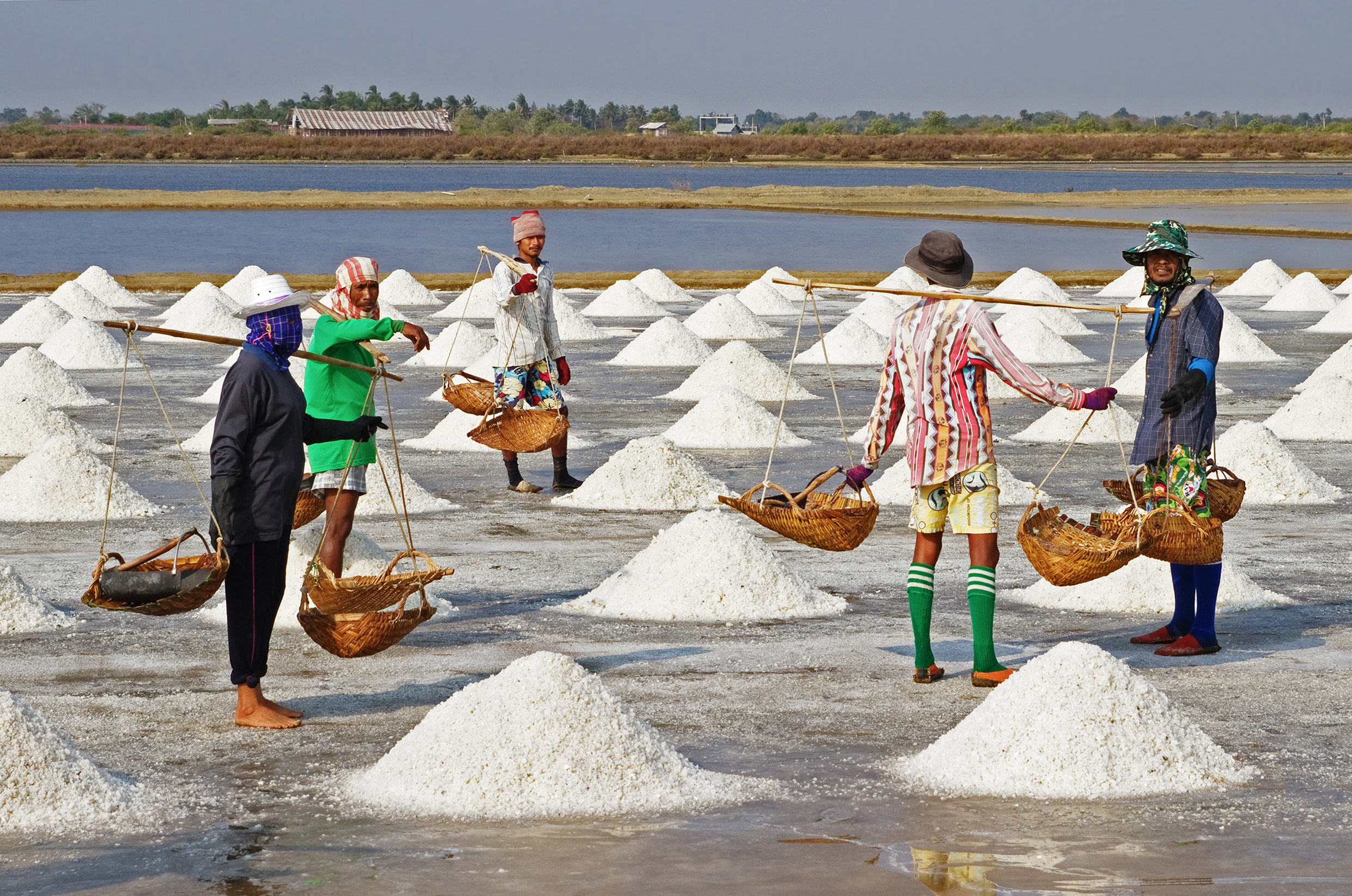
Meersalzgewinnung in Amphoe Ban Laem

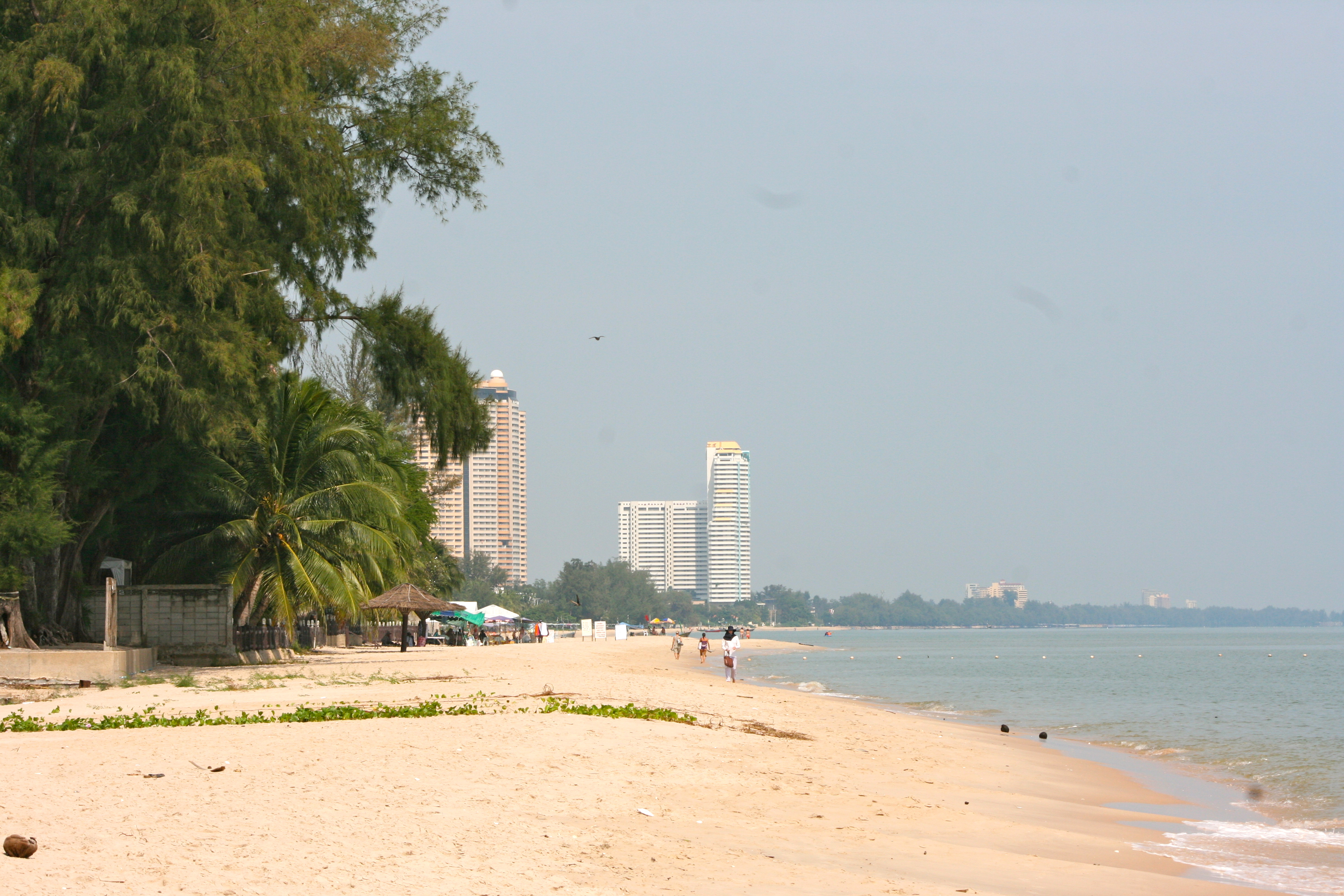
Strand im bekannten Badeort Cha-am

Bereits seit Jahrhunderten wird in der Provinz Zuckerrohr angebaut, das früher zur Produktion von Rohrzucker diente, heute aber auch für die Gewinnung von Öko-Kraftstoff genutzt wird.
Im Jahr 2009 betrug das „Gross Provincial Product“ (Bruttoinlandsprodukt) der Provinz 55,318 Milliarden Baht.
Der Mindestlohn in der Provinz Phetchaburi beträgt 250 Baht (etwa 5,50 €; Stichtag 1. April 2012).

### Daten
Die unten stehende Tabelle zeigt den Anteil der Wirtschaftszweige am Gross Provincial Product in Prozent:
| Wirtschaftszweig | 2006 | 2007 | 2008 | 2009 |
| ---------------- | ---- | ---- | ---- | ---- |
| Landwirtschaft   | 21,2 | 22,0 | 23,4 | 24,7 |
| Bergbau          | 02,8 | 02,9 | 04,1 | 03,1 |
| Industrie        | 28,1 | 26,2 | 24,6 | 23,9 |
| Andere           | 47,9 | 48,9 | 47,9 | 48,3 |

Für die Provinz ist die folgende Landnutzung dokumentiert:
- Waldfläche: 2.115.132 Rai (3384,2 km²), 54,4 % der Gesamtfläche
- Landwirtschaftlich genutzte Fläche: 649.459 Rai (1039,1 km²), 16,7 % der Gesamtfläche
- Nicht klassifizierte Fläche: 1.126.120 Rai (1801,8 km²), 28,9 % der Gesamtfläche

## Geschichte
Die Geschichte des Gebiets reicht zurück bis in die Zeit der Mon im 8. Jahrhundert, doch schon davor war hier ein wichtiges Handelszentrum. Im 11. Jahrhundert geriet es unter die Herrschaft des Khmer-Reichs von Angkor. Davon zeugen die Tempelruinen des Wat Kamphaeng Laen aus der Zeit Jayavarmans VII.

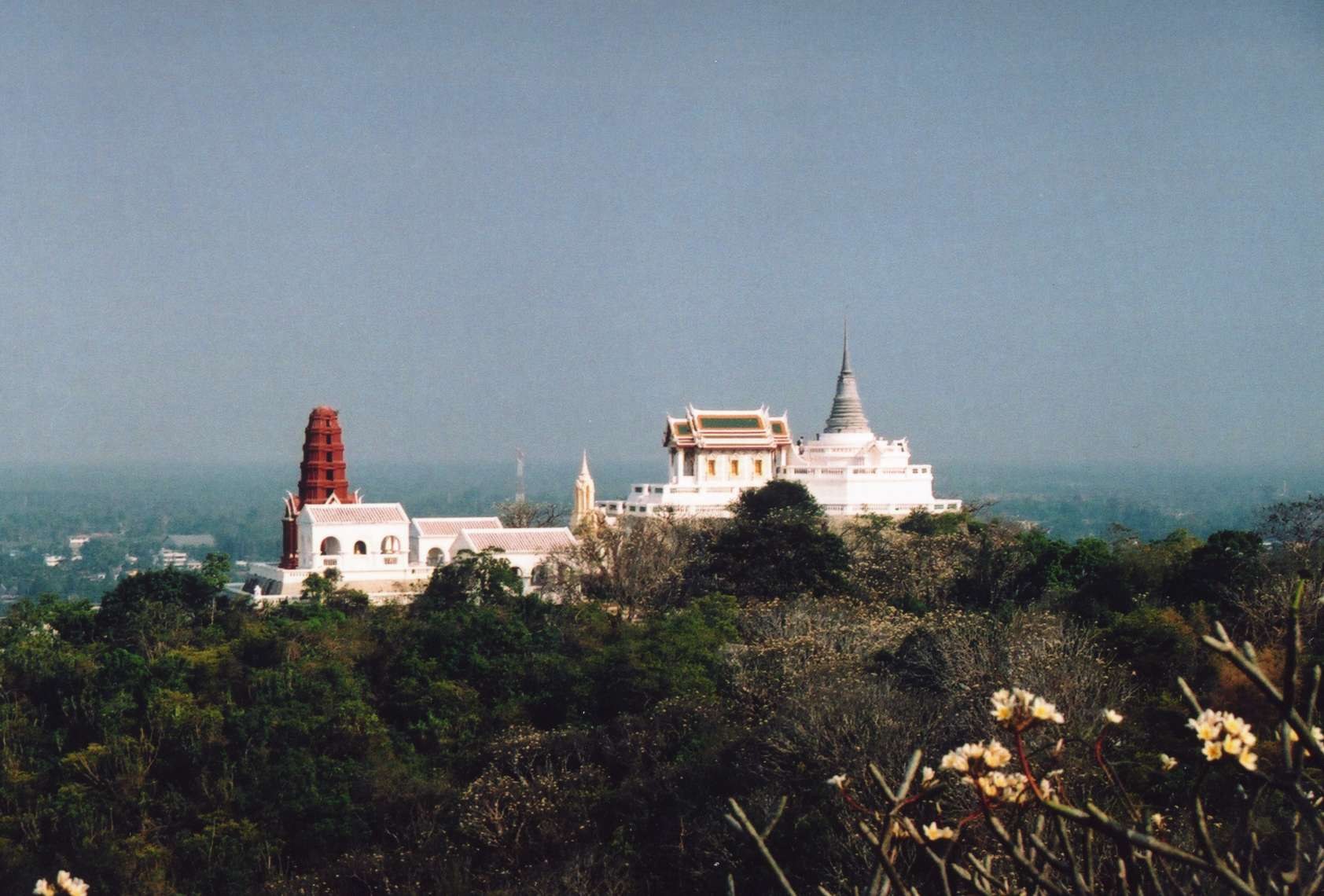
Khao Wang

Im Zuge der Eroberungen von König Ramkhamhaeng kam Phetchaburi im 13. Jahrhundert als Vasall zu Sukhothai, dem ersten Reich der Thai. Nach dessen Übernahme durch Ayutthaya blieb die Gegend unter siamesischem Einfluss. 1350 wurde sie mit der Krönung von König Ramathibodi I. dem Reich einverleibt.
Im 17./18. Jahrhundert war hier offenbar ein künstlerisches Zentrum, wie die besonders schönen Malereien im Wat Yai Suvannaram und im Wat Kaeo Sutharam zeigen.
König Mongkut (Rama IV.) ließ nahe der Stadt Phetchaburi einen Palast errichten, der im Allgemeinen als Khao Wang bekannt ist und heute Teil des Geschichtsparks Phra Nakhon Khiri ist.

## Wappen
Das Wappen der Provinz Phetchaburi zeigt im Hintergrund den Palast Khao Wang, davor sind Reisfelder zwischen zwei Palmenbäumen angeordnet. Dies symbolisiert die wichtigsten Erzeugnisse der Provinz.
Der lokale Baum ist Jambulbaum (Eugenia cumini).
Der Wahlspruch der Provinz Phetchaburi lautet:
„Khao Wang ist ein wohlbekannter Palast in den Bergen,
Süße Desserts werden überall angeboten,
Die Provinz der religiös Ergebenen und ausgezeichneter Künstler,
Die wunderschöne See schlägt Wellen, langsam, manchmal auch schneller.“

## Sehenswürdigkeiten

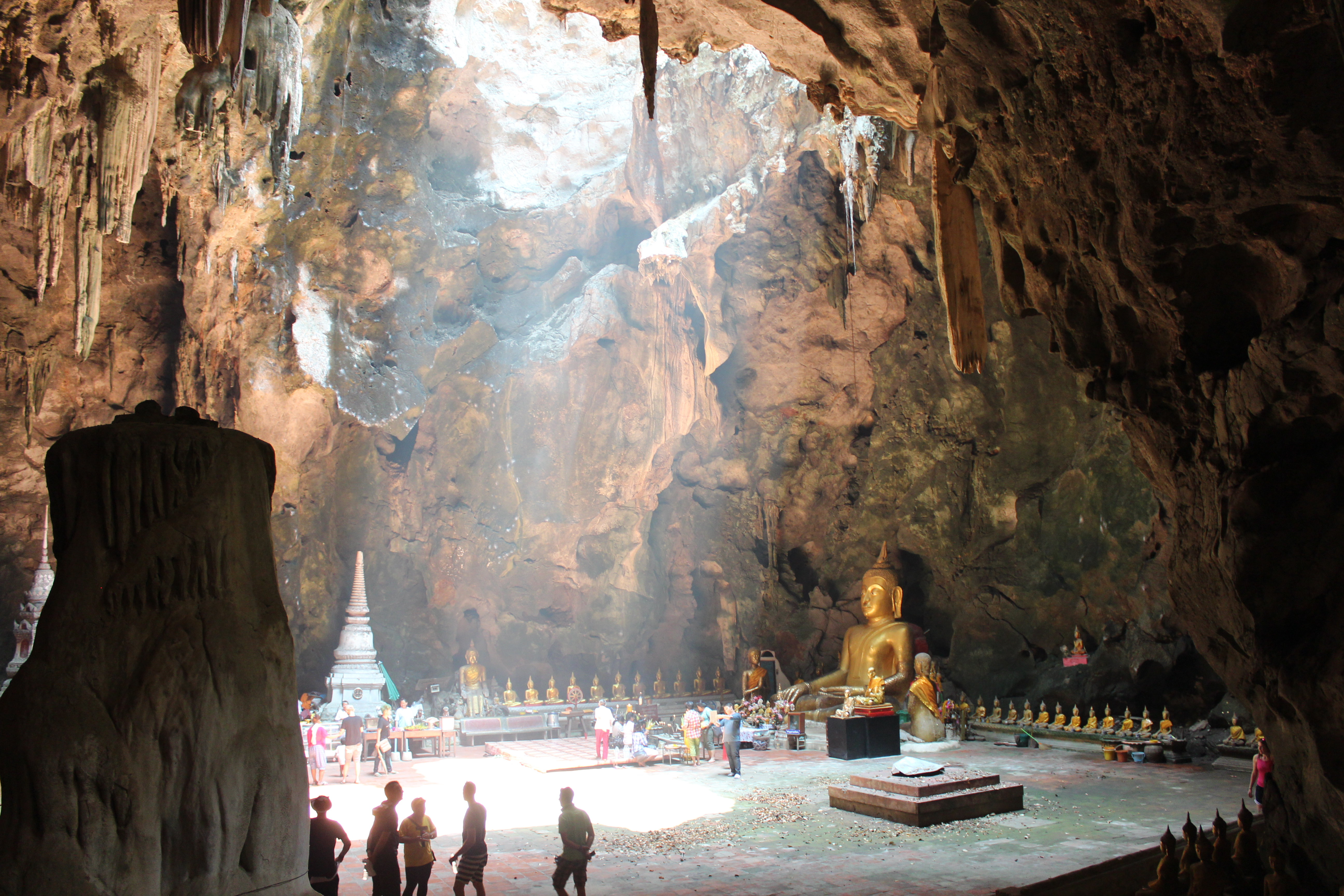
In der Höhle Tham Khao Luang

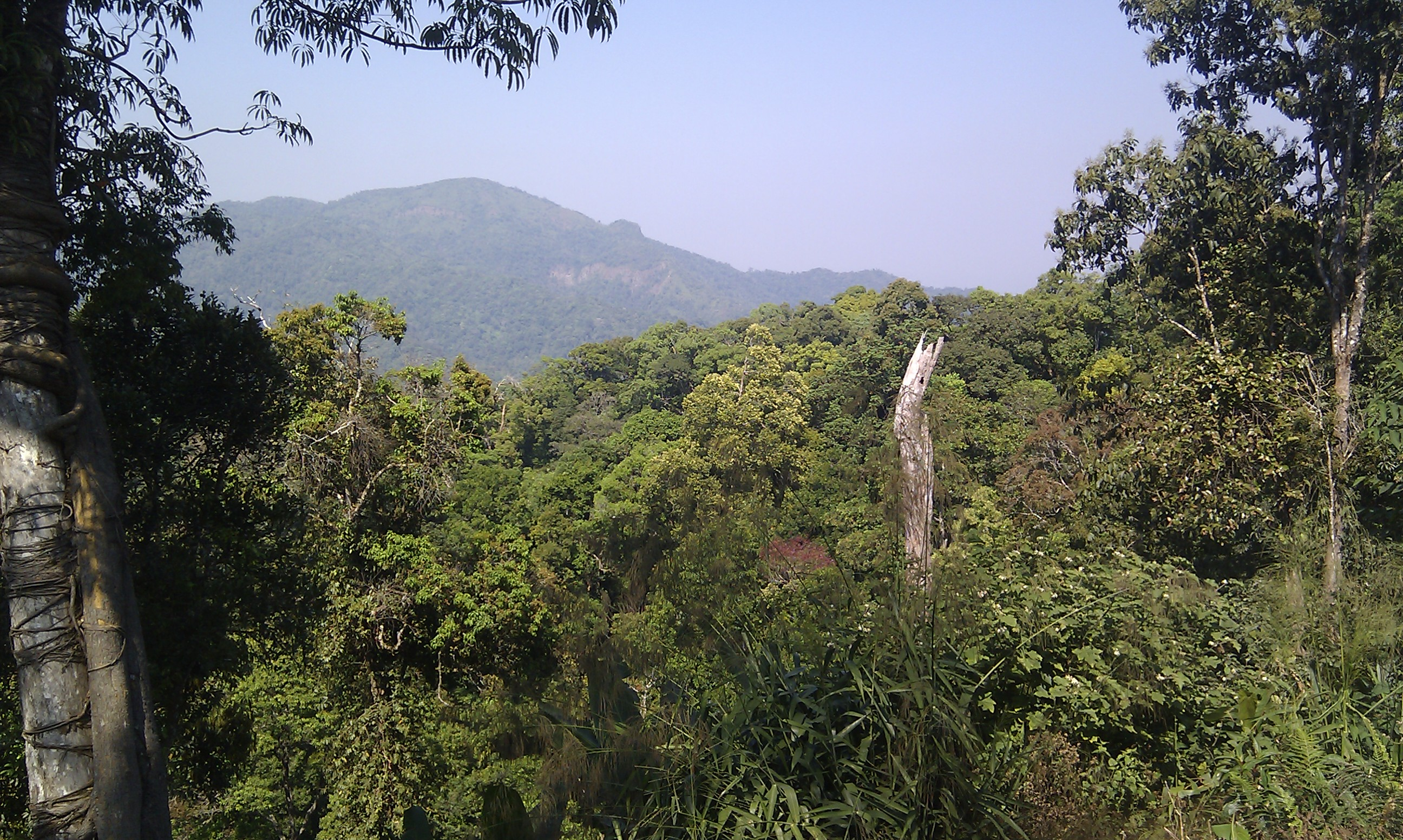
Im Nationalpark Kaeng Krachan

- In der Stadt Phetchaburi, siehe dort
- Etwa drei Kilometer nördlich der Stadt Phetchaburi befindet sich die Tropfsteinhöhle Tham Khao Luang. In ihr sind eine Reihe sitzender Buddhafiguren und eine zentrale Buddhastatue aufgestellt, die bei entsprechenden Lichtverhältnissen besonders von der Sonne angestrahlt wird.
- Nationalparks:
  - Der Nationalpark Kaeng Krachan ist der 28. Nationalpark Thailands, eingerichtet 1981, 2.914,7 km² groß, bildet die Wasserscheide der Flüsse Phetchaburi und Pranburi.

## Verwaltungseinheiten

### Provinzverwaltung
Die Provinz ist in 8 Kreise (Amphoe) unterteilt. Diese sind weiter in 93 Gemeinden (Tambon) und 681 Dörfer (Muban) unterteilt.
| \| Nr. \| Amphoe-Name \| Thai \| \| --- \| ------------------------- \| ---------------- \| \| 1 \| Amphoe Mueang Phetchaburi \| อำเภอเมืองเพชรบุรี \| \| 2 \| Amphoe Khao Yoi \| อำเภอเขาย้อย \| \| 3 \| Amphoe Nong Ya Plong \| อำเภอหนองหญ้าปล้อง \| \| 4 \| Amphoe Cha-am \| อำเภอชะอำ \| \| 5 \| Amphoe Tha Yang \| อำเภอท่ายาง \| \| 6 \| Amphoe Ban Lat \| อำเภอบ้านลาด \| \| 7 \| Amphoe Ban Laem \| อำเภอบ้านแหลม \| \| 8 \| Amphoe Kaeng Krachan \| อำเภอแก่งกระจาน \| |                           |                  |
| Nr. | Amphoe-Name               | Thai             |
| 1 | Amphoe Mueang Phetchaburi | อำเภอเมืองเพชรบุรี  |
| 2 | Amphoe Khao Yoi           | อำเภอเขาย้อย      |
| 3 | Amphoe Nong Ya Plong      | อำเภอหนองหญ้าปล้อง |
| 4 | Amphoe Cha-am             | อำเภอชะอำ        |
| 5 | Amphoe Tha Yang           | อำเภอท่ายาง       |
| 6 | Amphoe Ban Lat            | อำเภอบ้านลาด      |
| 7 | Amphoe Ban Laem           | อำเภอบ้านแหลม     |
| 8 | Amphoe Kaeng Krachan      | อำเภอแก่งกระจาน   |

### Lokalverwaltung
Für das ganze Gebiet der Provinz besteht eine Provinz-Verwaltungsorganisation (องค์การบริหารส่วนจังหวัด, kurz อบจ., Ongkan Borihan suan Changwat; englisch Provincial Administrative Organization, PAO).
In der Provinz gibt es zwei Städte (เทศบาลเมือง – Thesaban Mueang): Petchaburi (เทศบาลเมืองเพชรบุรี) und Cha-Am (เทศบาลเมืองชะอำ).
Daneben gibt es 13 Kleinstädte (เทศบาลตำบล – Thesaban Tambon).